# Strophurus michaelseni
Strophurus michaelseni är en ödleart som beskrevs av  Werner 1910. Strophurus michaelseni ingår i släktet Strophurus och familjen geckoödlor. IUCN kategoriserar arten globalt som livskraftig. Inga underarter finns listade i Catalogue of Life.